# Чашушули
Чашушули (груз. ჩაშუშული — «тушёный») — первое блюдо, суп грузинской кухни. Мясо (в оригинальном рецепте — телятина) обжаривается, а потом тушится с томатами. Одно из основных мясных блюд кухни Грузии, за её пределами менее известно, чем, к примеру, сациви или чахохбили.

## Ингредиенты
Основные ингредиенты блюда — мясо (в классической рецептуре — телятина, но всё чаще используется говядина; гораздо реже  баранина) и томаты (помидоры и томатная паста). Также в ряде рецептов используется сладкий перец, зачастую — сочетание жёлтого и зеленого. Среди необходимых компонентов — репчатый лук и чеснок. Из приправ (помимо традиционных соли и чёрного перца) можно назвать аджику, хмели-сунели, петрушку, укроп, кинзу и молотый острый красный перец.

## Приготовление
Мясо разрезается на небольшие куски и обжаривается на сильном огне в глубокой сковороде или сотейнике (по классическому рецепту — в казане). После выпаривания из мяса жидкости добавляется нарезанный кубиками лук. Когда лук становится мягким, в ёмкость добавляют горячую кипяченую воду и блюдо начинает тушиться на небольшом огне; вода подливается по мере надобности. 
Когда мясо практически готово, к нему добавляются очищенные томаты (свежие или в собственном соку) и томатная паста, приправы, а незадолго до завершения приготовления мелко нарубленная зелень.

Подаётся на кеци, без гарнира; с лавашом и белым вином.  

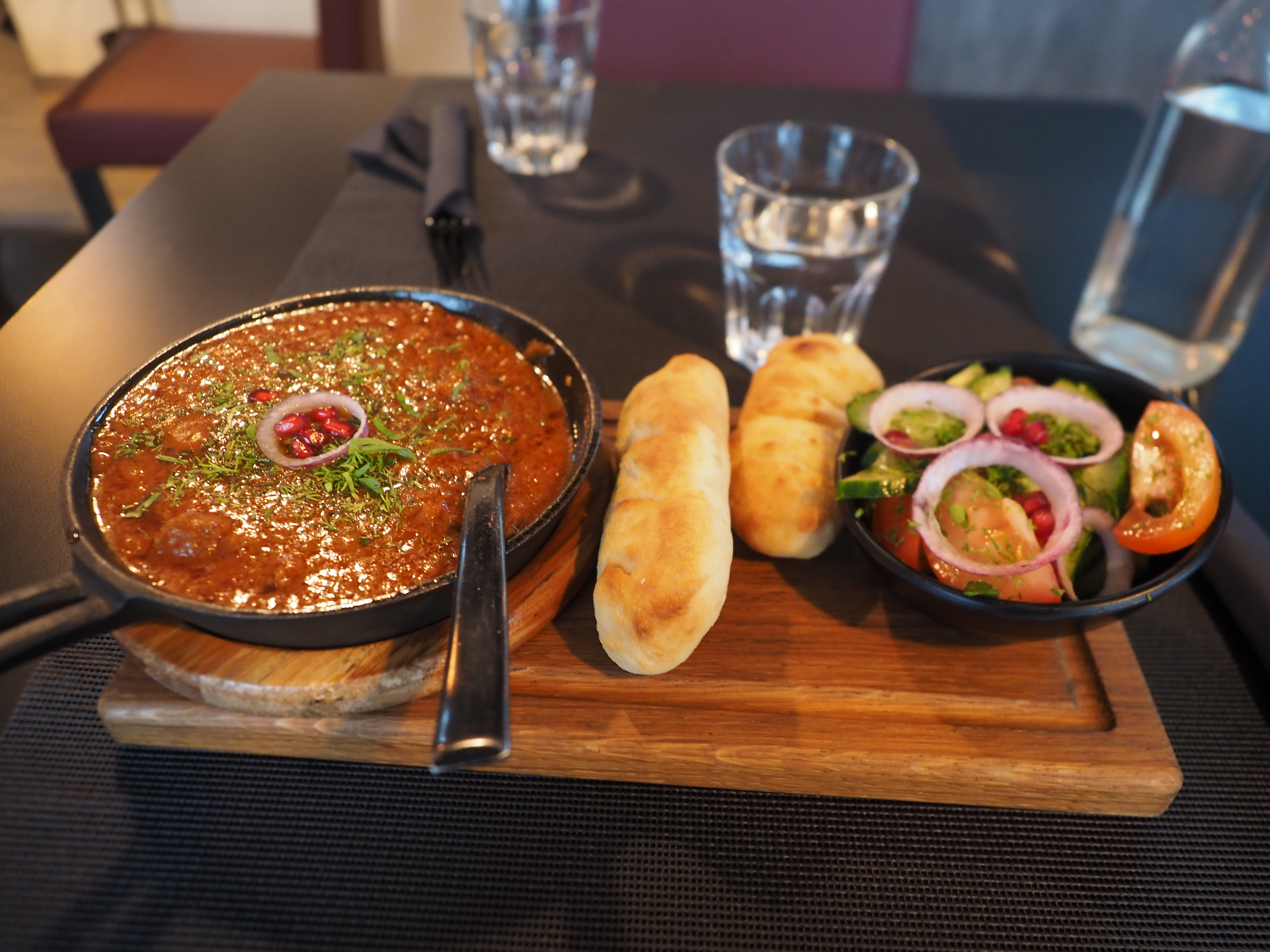